# Osbornellus rurrens
Osbornellus rurrens är en insektsart som beskrevs av Delong 1941. Osbornellus rurrens ingår i släktet Osbornellus och familjen dvärgstritar. Inga underarter finns listade i Catalogue of Life.